# Lo Calvari (Abella de la Conca)
Lo Calvari és una petita partida rural del terme municipal d'Abella de la Conca, a la comarca del Pallars Jussà.
Està situat a ponent del terme, a prop del poble de Sant Romà d'Abella, actualment pertanyent a Isona i Conca Dellà, però antigament amb terme municipal propi. És a ponent de Cal Tomàs i de Cal Joliu.
Està constituïda per les parcel·les 65 i 74 del polígon 1 d'Abella de la Conca, i consta de 4,1361 hectàrees de conreus de secà.

## Etimologia
Aquesta partida pren el nom d'una antiga creu de terme, o calvari, existent en aquest lloc temps enrere (actualment és desapareguda). Es tracta, així, doncs, d'un topònim romànic modern, de caràcter descriptiu.